# Wielki szwindel
Wielki szwindel (ang. The Big Steal) – australijski film komediowy z 1990 roku, w reżyserii Nadii Tass. Premiera filmu miała miejsce 20 września 1990 roku. Film zdobył trzy nagrody przyznawane przez Australijską Akademię Filmową.  
Zdjęcia do filmu kręcono w Melbourne w Australii..

## Fabuła
Nieśmiały chłopak Danny Clarke (Ben Mendelsohn) marzy tylko o dwóch rzeczach - samochodzie marki Jaguar i ślubie z Joanną Johnson (Claudia Karvan), najpiękniejszą dziewczyną w liceum. 
W dniu swoich osiemnastych urodzin otrzymuje od rodziców w prezencie, samochód marki ... nissan. W tym dniu decyduje się zaprosić na randkę Joanne. Udaje się do Gordona (Steve Bisley) dealera samochodowego i zamienia swojego otrzymanego od rodziców nissana na starego jaguara. Zabiera Joanne na randkę, podjeżdżając pod jej dom swoim "nowym" jaguarem. Jadą do nocnego klubu. Wieczór kończy się katastrofą, w drodze powrotnej psuje się silnik, a Joanna zostaje pobrudzona olejem. 
Danny zrobi wszystko aby odzyskać dziewczynę i samochód. Z pomocą swoich kolegów opracowuje plan, aby rozwiązać swoje problemy miłosne i ...motoryzacyjne.

## Obsada
- Ben Mendelsohn - Danny Clark
- Claudia Karvan - Joanna Johnson
- Marshall Napier - Desmond Clark
- Damon Herriman - Mark Jorgensen
- Angelo D'Angelo - Vangeli Petrakis
- Tim Robertson - Desmond Johnson
- Maggie King - Edith Clark
- Steve Bisley - Gordon Farkas
- Sheryl Munks - Pam Schaeffer
- Lise Rodgers - Pani Johnson

## Nagrody i nominacje
- Australijska Akademia Sztuk Filmowych i Telewizyjnych AFI/AACTA rok 1990: 
  - wygrana za: Najlepszy aktor drugoplanowy Steve Bisley,
  - wygrana za: Najlepsza muzyka oryginalna Phil Judd,
  - wygrana za: Najlepszy scenariusz oryginalny lub adaptowany David Parker,
  - nominacja za: Najlepszy film David Parker, Nadia Tass,
  - nominacja za: Najlepsza aktorka Claudia Karvan,
  - nominacja za: Najlepszy aktor Ben Mendelsohn,
  - nominacja za: Najlepsza aktorka drugoplanowa Maggie King,
  - nominacja za: Najlepsza scenografia Paddy Reardon,
  - nominacja za: Najlepszy dźwięk Dean Gawen, John Wilkinson, Roger Savage.[2].